# Djellaba
La djellaba ou jellaba /d͡ʒɛlaba/ (en arabe: جلابة, en berbère : takebbut ou taqebbut, également appelée qeššaba, qeššabiya, tadjellabt, tajellabt, tadjellabit ou tajellabit) est une longue robe ample avec un capuchon, portée par les hommes et les femmes, répandue comme vêtement traditionnel au Maghreb,.

## Dénominations et étymologie
William Marçais, propose de voir en djellaba une altération de djilbab qui, en arabe ancien, désignait un vêtement drapé. Quant au terme qeššabiya, Georges Séraphin Colin voit en ce nom la déformation du latin gausapa, terme qui se serait conservé sous la forme gosaba dans l'Adrar, où il désigne la chemise.
Les parlers montagnards[Lesquels ?]'[évasif] du Maroc la nomment tajellabit, qui est une forme berbérisée du mot arabe ou tadjellabit.
Edmond Destaing relève la forme tadjellabit (pluriel : tidjellubay) en tasusit (chleuh du Souss).
En Kabylie, il existe une variante du mot en kabyle : tadjellabth (ou tadjellabt en alphabet berbère latin), forme berbérisée du mot djellaba, et duquel les mots  djebba et qechchabiya (kachabia) sont des synonymes.
En Algérie centrale et orientale, la djellaba est aussi appelée qeššaba ou qeššabiya. 
En Tunisie le terme jebba ou djebba est synonyme de djellaba, et désigne la variante locale de la djellaba'.
En Libye on retrouve la forme jalabiya, mot qui se rapproche de la jellabiya d'Égypte.

## Histoire
Selon Reinhart Dozy, La djellaba serait, à l'origine, le « vêtement du djellab », c’est-à-dire du marchand d'esclaves ou de l'esclave lui-même. 

## Port
La djellaba, à l'origine exclusivement portée par les hommes, est aujourd'hui adoptée par les deux sexes au Maroc et dans l'ouest de l'Algérie,.
En Tunisie, la variante locale de la djellaba portée de nos jours est la djebba ou jebba'..
En Libye, la variante de la djellaba est la jalabiya,  galabiya' ou jellabiya. Le terme est apparenté à celui utilisé en Égypte pour la jellabiya égyptienne portée par les Bédouins.